# Enrico Cocco
Enrico Cocco (Monserrato, 26 maggio 1974) è un allenatore di calcio a 5 ed ex giocatore di calcio a 5 italiano.

## Biografia
Conosciuto fin dall'infanzia col familiare vezzeggiativo 'Chicco', è sposato e ha un figlio. Nella sua famiglia si annoverano diversi calciatori che hanno disputato tornei nelle serie regionali in Sardegna; non ha tuttavia parentele con Andrea Cocco.

## Carriera

### Giocatore
Enrico Cocco inizia la carriera da giocatore inizialmente nelle file del Quartu 2000 come attaccante, passando da svincolato nel 2003 all'A.T.S., disputando il campionato di serie B. Proseguirà con la stessa società, disputando il campionato di A2, fino al passaggio, nel 2006, alla squadra del Sporting Club Cagliari Calcio a 5, sempre in A2 e rivestendo il ruolo di pivot, segnando complessivamente 107 gol nei campionati dal 2001 al 2007: la stagione si concluderà con la mancata promozione nella massima serie, con la sconfitta nei playout dopo un quinto posto nella stagione regolare e un bottino personale di 7 goal in 12 match disputati. Nel 2007/08 gioca ancora nel campionato di A2 con il Cagliari: in questa stagione troverà meno spazio in campionato a causa degli infortuni ma disputerà, arrivando sul secondo gradino del podio, la finale di coppa italia. Dopo aver vinto il girone A della serie, raggiunge con il Cagliari la promozione diretta nel massimo campionato di calcio a 5: una serie A che disputa da protagonista, malgrado un nuovo infortunio, nella stagione 2008/09. Successivamente, disputerà da giocatore il campionato di serie B 2009/10 con la Teleco Cagliari nel ruolo di ala. A fine carriera, a trentotto anni di età, è ancora giocatore in serie B nella stagione 2011/12 nell'ultimo anno di attività della Candio's Room Basilea squadra di proprietà del pokerista Filippo Candio.

### Allenatore
Sul finire della carriera da giocatore, dopo dieci stagioni, frequenta il corso allenatori di primo livello a Coverciano e nel 2010 ottiene il patentino di allenatore di calcio a 5, specializzandosi sul gioco con difesa a zona. Debutta come allenatore della squadre giovanile U18 del Cagliari Futsal nella stagione 2008 formando diversi giocatori che vengono spesso schierati nella categoria superiore U21, ma è nella stagione 2009 che il tecnico si mette in evidenza, guidando la compagine alla conquista di 12 vittorie su 12 partite, mettendo a referto un impressionante computo di 105 goal fatti e soltanto 17 subiti. Successivamente allenerà anche la squadra U21 del Cagliari. Prosegue la carriera e, dalla stagione 2010, allena la squadra Juniores della Candio’s Room Basilea Cagliari.
Nella stagione 2012-13 è nominato tecnico della prima squadra del Paolo Agus, dove succede al precedente tecnico Gianni Pitzalis, per disputare il campionato di serie B guidando la squadra in 4ª posizione in classifica nel girone E di Serie B e disputando pertanto le finali play-off per la promozione, non riuscendo tuttavia nell'impresa. Nella successiva stagione 2012 2013, alla fine del campionato Cocco guida la sua squadra a raggiungere la 2ª posizione nel girone E di serie B, che gli vale la promozione in serie A2 e al contempo conquistando anche la Coppa Italia di Serie B vincendo l'omonimo torneo battendo 7-4 il Came Dosson e così regalando al suo club il primo trofeo. Nel successivo campionato di A2 2013/2014 viene riconfermato alla guida la squadra di Sestu, che nel frattempo ha cambiato denominazione in Futsal Città di Sestu. La squadra si ripropone competitiva arrivando ai quarti di finale della Coppa Italia di serie A2 e disputando un eccellente campionato di serie A2: al termine della stagione regolare conclude in 2ª posizione nel girone A di serie A2 dietro la New Team FVG, cosa che vale i play-off promozione, al termine dei quali la squadra guidata da Cocco batte in finale Orte ottenendo così la sua prima promozione da allenatore nella massima serie, campionato in cui debutta da tecnico nel Settembre 2014. La stagione comincia in maniera stentata, con la squadra di Enrico Cocco che dopo nove gare raccoglie dieci punti, mostrando difficoltà soprattutto in fase realizzativa con 18 goal messi a segno (poi portati figurativamente a 22 a causa dell'assegnamento di una vittoria a tavolino) e che assesteranno la squadra nella parte medio bassa della classifica. La squadra arranca per il resto della stagione, conclusa all'ultimo posto in classifica. La sconfitta patita nei play-out contro il Fabrizio e la conseguente retrocessione determinano lo scioglimento della società Sestu Futsal e, interrompendo la permanenza di Cocco sulla panchina sestese. 
Il 7 luglio 2015 si realizza così il ritorno al Cagliari, questa volta nel ruolo di allenatore della prima squadra. Al Cagliari, Cocco prende in mano un gruppo totalmente da costruire, con soli 4 elementi della stagione precedente a cui si sommano problemi logistici che fanno vivere una stagione sofferta.Pur evidenziando una limitata propensione realizzativa, conclude la stagione 2015/16 portando la squadra al settimo posto del girone A della serie A2, a nove punti dalla posizione utile ai playoff promozione nella massima serie. Nel gennaio del 2018 è nominato allenatore della formazione femminile della Salinis a cui segue una stagione nel Sestu. Dal 18 agosto 2020 è allenatore della Futsal Femminile Cagliari nel suo primo campionato di serie A, tuttavia nel marzo 2021 viene esonerato, con la squadra ancora in lotta per la salvezza diretta . Nel settembre 2021 esordisce sulla panchina della Nazionale sarda di calcio a 5. Il 26 Luglio 2022 firma per la Jasnagora Calcio a 5 maschile, nel campionato di serie B. Dopo una sofferta salvezza, viene confermato per la stagione 2023-24 sulla panchina della Jasnagora.

## Palmarès

### Giocatore
- Campionato di Serie A2: 1

Cagliari: 2007-2008

### Allenatore
- Coppa Italia di Serie B: 1

Paolo Agus: 2012-13